# Day of Defeat: Source
Day of Defeat: Source è un videogioco del 2005 per computer, nuova versione di Day of Defeat, uno sparatutto veloce sulla Seconda guerra mondiale che originariamente fu sviluppato come un mod di Half-Life.
Costruito sul motore grafico Source, Day of Defeat: Source è un gioco di squadra in rete, con scenari ispirati alle battaglie della Seconda guerra mondiale e tutte le innovazioni riguardanti grafica, suoni e fisica di gioco.

## Modalità di gioco
Il gioco è strutturato per collegarsi a dei server sulla rete internet, dove è possibile partecipare, assieme ad altri giocatori, ad una partita.
Attraverso la pagina Server di Steam è possibile cercare quelli disponibili.
Una volta entrati nel server, per prima cosa si sceglie se giocare con i soldati dell'esercito USA o con la Wehrmacht Tedesca; secondariamente si sceglie una classe.
Le classi disponibili sono: Fuciliere, Assalto, Assistenza, Cecchino, Mitragliatore, Razzo. Ogni classe possiede armi diverse e armi secondarie (pistole, armi bianche, granate); si possono equipaggiare fino a tre o quattro armi alla volta a seconda della classe.
Una volta scelta la classe, si compare in un punto designato della mappa, e si deve combattere per il controllo degli obiettivi. In caso di morte del personaggio, si ricompare nella stessa zona iniziale della mappa dopo alcuni secondi.
A differenza di molti altri giochi sparatutto in prima persona, in Day of Defeat: Source i giocatori possiedono un basso numero di punti-ferita; questo significa che essere colpiti anche da un solo proiettile può essere catastrofico e che, di conseguenza, i giocatori devono stare coperti ed usare tattiche per vincere il nemico.
Vi sono 6 mappe ufficiali, disponibili direttamente nell'installazione del gioco. Sono disponibili anche altre mappe, create autonomamente dagli utenti e chiamate "custom", giocate su molti server europei, scaricabili gratuitamente.
Lo scopo del gioco può variare sensibilmente da mappa a mappa ma sostanzialmente consiste nel conquistare, con la propria squadra, tutti gli obiettivi presenti sul campo di battaglia.
Tali obiettivi sono solitamente costituiti da bandiere, situate in zone diverse della mappa; per conquistare una bandiera dovrete avvicinarvi ad essa per un numero variabile di secondi; in alto a sinistra una icona segnalerà la conquista della stessa.
A volte per conquistare una bandiera servirà la cooperazione di più giocatori che dovranno conquistarla simultaneamente.